# Antigonos III Doson

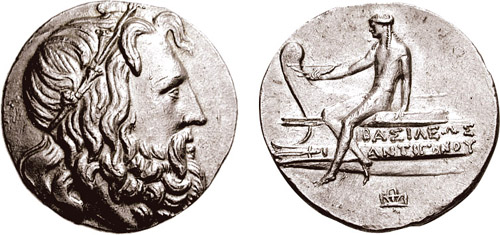
Munt van Antigonos III.

Antigonos III (ca. 263 – 221 v.Chr.), bijgenaamd Doson (d.i., hij die (zijn heerschappij) zal afgeven) (Grieks: Αντίγονος Δώσων) was van 229 tot aan zijn dood koning van Macedonië, afkomstig uit het huis der Antigoniden.
Hij was een kleinzoon van Demetrios I Poliorketes, en werd koning in 229 na de dood van Demetrios II. Aanvankelijk zag hij af van de Macedonische invloed en aanspraken ten zuiden van de Thermopylae, maar toen de Achaeïsche Bond hem in de jaren 227-226 naar Griekenland riep tegen Cleomenes III van Sparta, zag hij de kans om de Macedonische invloed in Griekenland te herstellen. Hij veroverde Arcadië en stichtte een confederatie van statenbonden onder zijn voorzitterschap. In 222 v.Chr. versloeg hij koning Cleomenes III bij Sellasia, bezette Sparta en herstelde daar het oude regime. Hiermee had hij het aanzien van Macedonië hersteld en de grondslag gelegd voor de ambitieuze plannen van zijn adoptiefzoon en opvolger Philippos V.
Antigonos Doson overleed in de zomer van 221.
- Bibliothèque nationale de France: cb12356571b (data)
- Gemeinsame Normdatei: 118503375
- International Standard Name Identifier: 0000 0003 9910 7942
- Library of Congress Control Number: nr95002091
- Nederlandse Thesaurus van Auteursnamen: 119759403
- LIBRIS: 331207
- Système universitaire de documentation: 032559003
- Virtual International Authority File: 19565865
- WorldCat: E39PBJk4Fk3QG6CqFcyPcVvrbd